# Due sconosciuti, un destino
Due sconosciuti, un destino (Love Field) è un film di Jonathan Kaplan del 1992.

## Trama
Dallas, 1963. Lurene Hallett, vive una vita infelice con un marito che tutto sommato non desidera, la sua unica consolazione è nello specchio della sua immaginazione, dove Lurene è la sua eroina, Jacqueline Kennedy. I capelli platinati acconciati in un cotonatissimo caschetto, si veste nello stesso stile della First Lady. Come Jackie, anche Lurene ha perso un bambino l'estate precedente come JFK con Patrick per una leucemia, ed il trauma ha rafforzato il "legame" tra di loro. E, quando suo marito, Ray, le si rivolge tra un boccone e l'altro della cena, Lurene sente la dolcissima voce di John F. Kennedy. Ma il 22 novembre 1963 quella tenerissima voce viene fatta tacere per sempre. All'inizio della giornata, Lurene si era aggregata alla folla che ha accolto la coppia presidenziale all'aeroporto Love Field di Dallas. Adesso, solo poche ore dopo, John F. Kennedy è morto. Lurene sente di non avere scelta, anche se il marito pensa che sia pazza e le proibisce di partire, deve andare a Washington per essere vicina a Jackie durante i funerali del Presidente.
Sull'autobus della Greyhound Lines che corre attraverso il sud, ci sono un uomo di colore ed una ragazzina nera con due enormi occhioni spaventati prelevata da un collegio. L'uomo si fa chiamare Paul Johnson, ma sui suoi documenti c'è scritto Paul Cater e inizia a frequentarlo. Lurene è sicura di essere incappata in qualcosa di atroce. Qualcosa di criminale. I suoi goffi tentativi di scoprire la verità la coinvolgeranno in un inseguimento, un patto tra fuggiaschi e serve a mettere a confronto la realtà con l'immagine idealizzata di Jacqueline che la donna bionda se ne è fatta attraverso la propaganda dei mass media e, alla fine, la porteranno a scoprire se stessa.

## Riconoscimenti
- 1993 - Premio Oscar
  - Nomination Migliore attrice protagonista a Michelle Pfeiffer
- 1993 - Festival di Berlino
  - Migliore attrice a Michelle Pfeiffer